# Телевізійна академія України
Телевізійна академія України — неформальне об'єднання, утворене наприкінці 1996 року.
Перших членів академії було обрано на Першому Всеукраїнському Конгресі національних виробників телевізійної продукції в Україні. В Конгресі взяло участь понад 85% зареєстрованих телекомпаній. Кожному з 241 представників було запропоновано проголосувати за 17 з 55 відомих в телевізійному світі діячів. Серед членів Академії — Ада Роговцева, Олександр Роднянський, Тетяна Цимбал, Богдан Ступка, Роман Балаян, Богдан Бенюк, Зиновій Кулик. Президентом ТАУ було обрано Олександра Роднянського.
Головним завданням ТАУ є проведення Всеукраїнського конкурсу телепрограм «Золота ера». На перший конкурс було представлено 452 програми у 12 номінаціях.